# 雀神社 (古河市)
雀神社（すずめじんじゃ）とは、茨城県古河市宮前町（厩町）にある神社。社名の「雀」は「鎮め」（しずめ）が変化したものとされる。旧古河町の総鎮守である。かつては茨城県西部の猿島郡で唯一の郷社であった。

## 祭神
主神は大己貴命、他に、少彦名命と事代主命が配祀されている。

## 歴史
社伝によれば、崇神天皇の御代に豊城入彦命が東国鎮護のために勧請した「鎮社（しずめのやしろ）」に始まるとされる。一方、清和天皇の貞観年間（859年 - 877年）に出雲国出雲大社の分霊を祀ったことに始まるとする伝承もある。室町時代・戦国時代には、足利成氏ら歴代古河公方家の崇敬を受けた。長禄元年（1457年）に成氏が参拝し、「天下泰平国土安穏」を祈願したと伝えられている。
弘治2年（1556年）、第3代足利晴氏室の芳春院と思われる「御台様」が鰐口を寄進している。（『古河志』）　 天正19年（1591年）には、第5代足利義氏の娘であり、古河足利家を継承していた氏姫が、市内駒崎の田地を寄進している。（『喜連川文書』） 
江戸時代も引き続き歴代古河城主に崇敬されており、現在の社殿は慶長10年（1605年）に松平康長が造営したものである。その前は古河城桜町曲輪の茂平河岸のほとりにあり（『古河志』）、かつての別当寺だった神宮寺と並び建っていたと考えられている が、康長による城の拡張に伴い現在地に移転した。　慶安元年（1648年）には、幕府から15石の朱印地が寄進されている。
明治 5年（1872年）、猿島郡・西葛飾郡の郷社に指定された。1912年（明治45年）、渡良瀬川の改修工事のため、古河の北西端にある悪戸新田 が河川敷に変わることになり、この地域の氏神だった第六天神社が合祀された。　1953年（昭和28年）の河川改修工事では、境内地が縮小され、社殿も約50m東に移転している。

## 祭礼
1月1日に元旦祭、2月に節分祭、4月8日に春祭り、8月1日に例大祭（夏祭り）、11月8日に秋祭りが行われる。春祭りには無病息災・五穀豊穣・家内安全・国家安泰を祈願し、神楽殿にて磐戸神楽が演じられる。夏祭りには悪疫退散のため、悪戸新田に伝わる獅子舞（ササラ）が奉納されている。。

## 氏子町内
本神社は旧古河町の総鎮守であり、下記区域を氏子とする。石町、紺屋町、二丁目、鍛冶町、北新町、八幡町、七軒町、一丁目、南新町、田町、大工町、台町、横山町、江戸町、船戸町、白壁町、仲ノ町、観音寺町、東片町、西片町、鳥見町、東杉並町、西杉並町、東代官町、西代官町、四丁町、天神町、厩町、桜町、三神町、長谷町、東鷹匠町、西鷹匠町、表新町、裏新町、雷電一丁目、雷二、末広町、雷前、原町、松原町、下山一丁目、下山二丁目、下三、昭和町、中横、三丁目、四丁目、五丁目、旭町、三杉町、静町、住吉町、常盤台、平和台 

## 境内
流造銅板葺の本殿等、慶長10年（1605年）造営の社殿は市の指定文化財になっている。（後述）
境内社には、三峰神社、第六天宮、香取神社、松尾神社、楯縫神社がある。このうち第六天宮は悪戸新田から遷座し、楯縫神社に合祀されたものである。 松尾神社は町内の酒造業者、楯縫神社は手工業者により信仰されてきた。
渡良瀬遊水地に隣接しており、境内からの階段を登って渡良瀬川の堤防に立つと目前に広がっている。手前に見えるゴルフ場（古河ゴルフリンクス）は悪戸新田の跡地であり、ゴルフ場の向こうには、同様に廃村となった谷中村跡地の谷中湖が垣間見える。好天時には遠景として、男体山・女峰山をはじめとする日光連山、その左側には赤城山・榛名山が見える。空気が澄んでいるときには、さらに遠くの富士山が見えることもある。堤防上には、古河（許我）の名前が織り込まれた万葉歌碑が立てられている。また同じ堤防上には、隣接するゴルフ場クラブハウス前に「田中正造遺徳の碑」も立てられている。

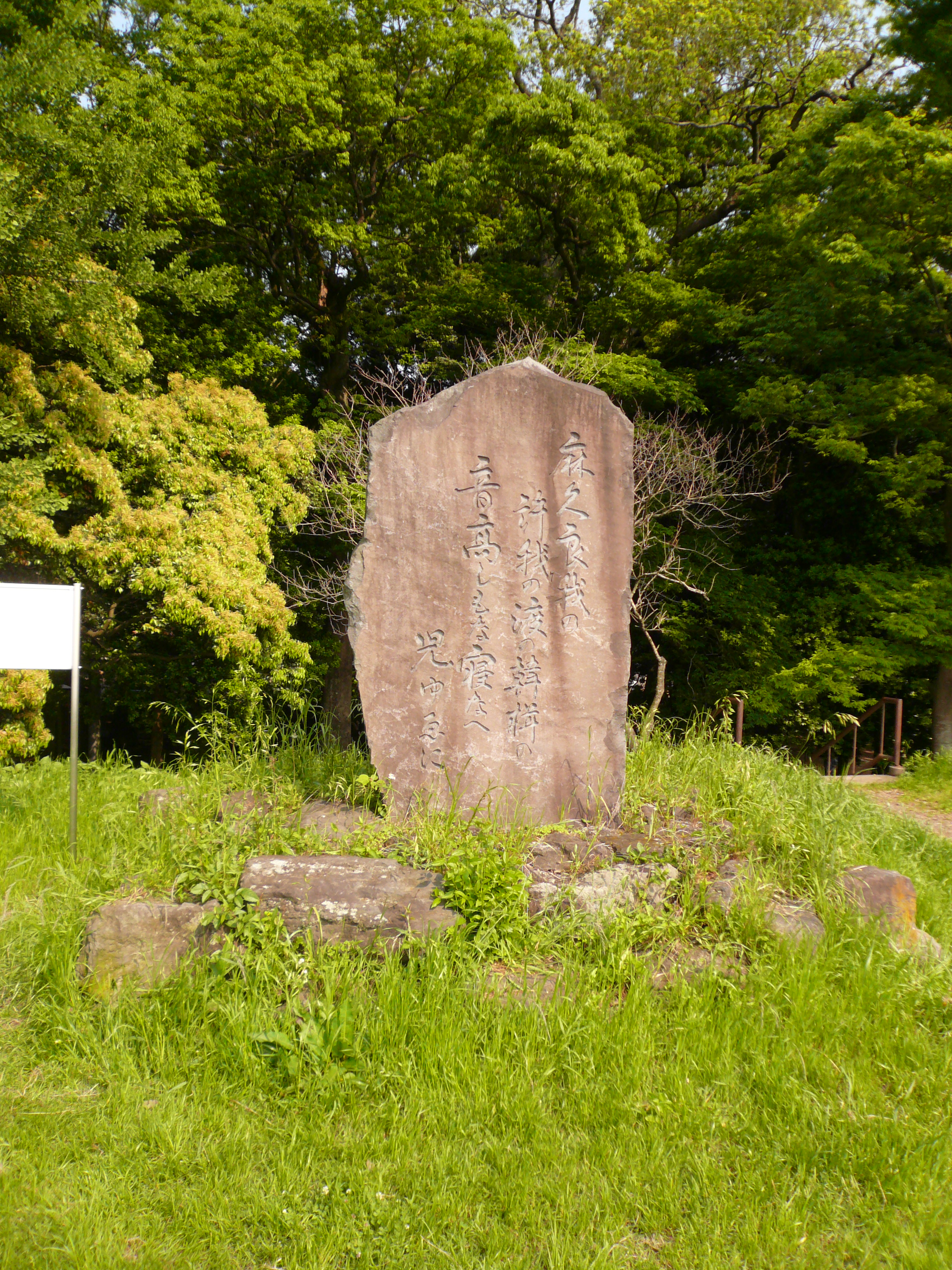
万葉歌碑
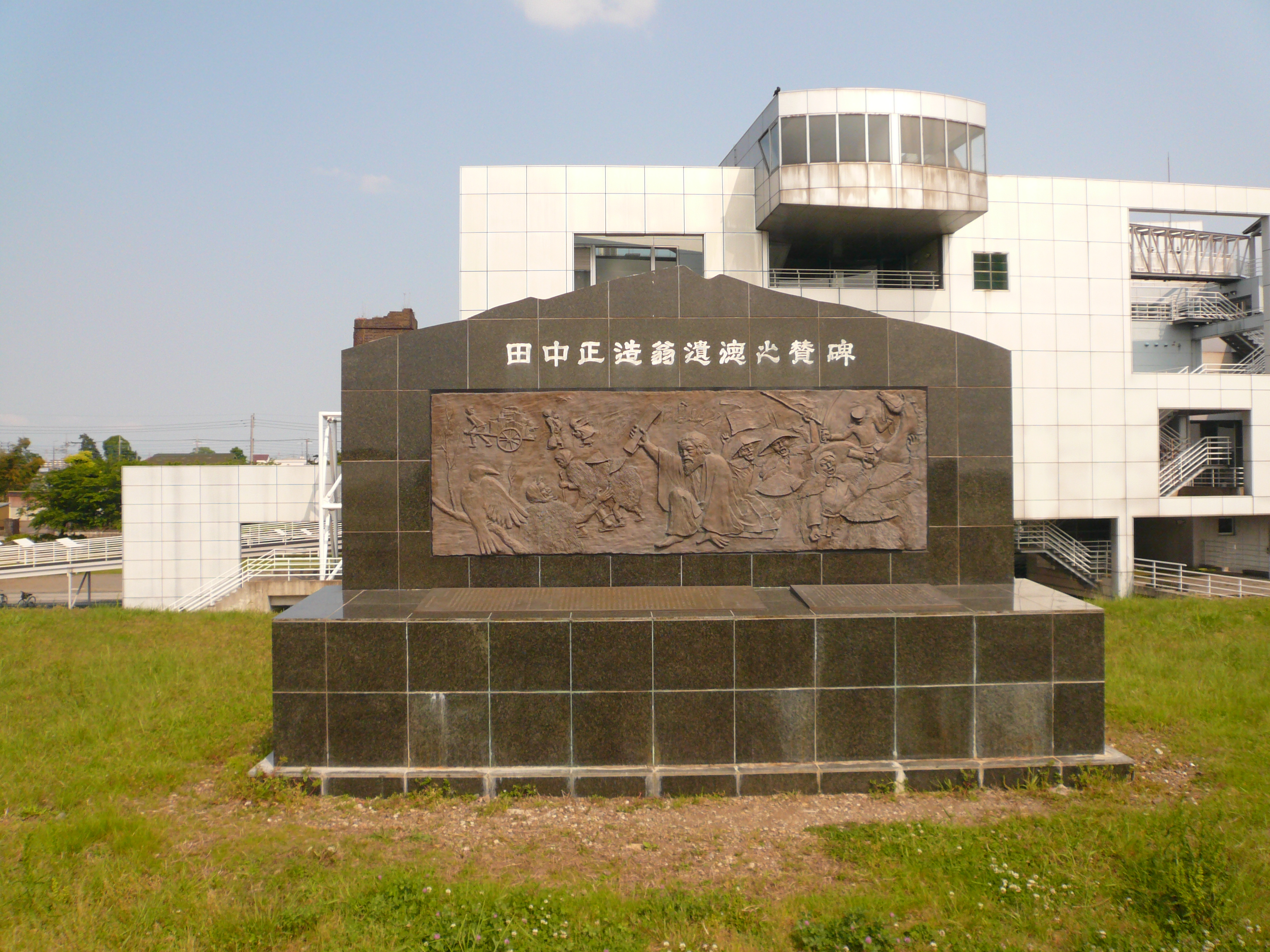
田中正造翁遺徳の碑

## 文化財
- 雀神社社殿：　流造の本殿、および本殿の前に建つ拝殿と幣殿から構成される。棟札銘によれば、慶長10年（1605年）の古河城主・松平康長による造営。その後、本殿の銅板葺替え、拝殿の入母屋化、向拝（こうはい）取付けなどの改修が施されて現代に至る。建物の特徴としては、本殿には、頭貫（かしらぬき）の木鼻（きばな）・化粧棟木の実肘木（さねひじき）・海老虹梁（えびこうりょう）などに見られる唐草絵様繰形、大瓶束（たいへいづか）に豕扠首（いのこざす）の妻飾（つまかざり）があり、拝殿には、大面取（おおめんとり）の柱、二重虹梁（こうりょう）に蟇股（かえるまた）の架構形式、舟底形の天井などがある。桃山期の特徴が見られ、当地方でも有数の古建築である。古河市指定文化財（建造物）。[11]
- 雀神社の大欅：　神社の入口にあり御神木とされている。2本の欅が接着・合体しており「夫婦欅（めおとけやき）」とも呼ばれている。樹高は25.0m、目通り周囲は8.8mにも及ぶ。煙草の投げ捨てによると考えられる火災で一部が焼かれ、1995年（平成7年）に樹勢回復が試みられたが、片側の1本はあきらめざるを得なくなり、強化繊維プラスチックの被覆により腐朽進行を防いでいる。古河市指定文化財（天然記念物）。[12] [13]
- 悪戸新田獅子舞：　地元では「ササラ」と呼ばれている。室町時代に初代古河公方・足利成氏の命により始められたと伝えられている。当時流行していた悪疫の退散と平癒を祈願するため、悪戸新田の家々の長男から選ばれた子供たちに獅子頭をかぶらせ、各戸を巡り舞わせた。踊り手は3人、囃子は4人、用いる楽器は踊り手が鼓、囃子が笛である。のちには悪戸新田だけではなく、旧古河町内を巡るようになった。1910年)（明治43年）に開始された渡良瀬川の改修工事により、悪戸新田は河川敷に変わり、人々は移転したため、しばらく取り止められていたが、1926年（昭和元年）の伝染病流行を機に、翌年、出身者により保存会が結成され復活した。毎年、夏祭りの際に市内を巡行している。（7月下旬）　古河市指定文化財（無形民俗）。[14] [15]
- 悪戸新田獅子舞の獅子頭：　悪戸新田獅子舞の際に使用される。雄獅子2頭、雌獅子1頭。雄獅子頭は直立した角が2本あり、黒漆塗りで、頭上には「星の玉」と呼ばれる金色の宝珠をつけている。かぶると頭から腰にかけて羽毛が垂れ下がるようになっている。雌獅子頭は角が無く、赤漆塗りで、雄獅子より小ぶりになっている。どちらも桐材が用いられている。古河市指定文化財（有形民俗）。[16]

## 所在地情報
所在地
- 茨城県古河市宮前町4番地52

交通
- 鉄道
  - JR宇都宮線(東北本線)古河駅西口から徒歩19分（約1.5km）、市内観光用無料レンタル自転車「コガッツ」利用可[17]
  - 東武日光線新古河駅東口から徒歩23分（約1.9km）